# Dekanat Kamień Śląski
Dekanat Kamień Śląski – jeden z 36 dekanatów w rzymskokatolickiej diecezji opolskiej.
W skład dekanatu wchodzi 11 parafii:
- Parafia Najświętszego Serca Pana Jezusa w Gogolinie → Gogolin
- Parafia św. Anny i św. Joachima w Gogolinie-Karłubcu → Gogolin
- Parafia Bł. Czesława w Górażdżach → Górażdże
- Parafia św. Jacka w Kamieniu Śląskim → Kamień Śląski
- Parafia Najświętszego Serca Pana Jezusa w Kątach Opolskich → Kąty Opolskie
- Parafia św. Jana Nepomucena w Kosorowicach → Kosorowice
- Parafia Podwyższenia Krzyża Świętego i św. Franciszka w Malni → Malnia
- Parafia Świętych Apostołów Piotra i Pawła w Nakle → Nakło
- Parafia św. Michała Archanioła w Poznowicach → Poznowice
- Parafia Matki Boskiej Anielskiej w Przyworach → Przywory
- Parafia św. Marcina Biskupa w Tarnowie Opolskim → Tarnów Opolski